# Ulf Åsgård
Ulf Boson Åsgård, född 12 december 1948 i Oscars församling i Stockholm, är en svensk psykiater, känd som expert på gärningsmannaprofiler.
Ulf Åsgård är son till marindirektören Bo Åsgård och Gun Nilsson samt bror till journalisten Lasse Åsgård.
Han läste medicin på Karolinska institutet, fick sin läkarlegitimation 1978 och har bland annat arbetat vid Huddinge sjukhus. Han blev medicine doktor 1990, då han vid Karolinska institutet disputerade vid på en avhandling om självmord bland svenska kvinnor. Han införde upplägget med gärningsmannaprofiler i svenskt rättsväsende och fick sitt genombrott i samband med polisutredningen av Lasermannen våren 1992. I juni 1993 fick Åsgård tillsammans med kriminalkommissarie Jan Olsson uppdrag att utarbeta en gärningsmannaprofil i utredningen av mordet på Olof Palme. Han gav ut boken Akut psykiatri 1986, som kom i en femte upplaga 2017.
Ulf Åsgård är sedan 1977 gift med läromedelsförfattaren Ingrid Åsgård (ogift Bergman, född 1950). De har tre söner, födda 1977, 1981 och 1983.